# М15 (ЗСУ)
M15 (зенітна самохідна установка) (англ. M15 Combination Gun Motor Carriage) — зенітна самохідна установка США часів Другої світової війни, створена на базі шасі напівгусеничного бронетранспортера М3. M15 мала комбіноване озброєння — 37-мм автоматичну зенітну гармату M1 та два 12,7-мм великокаліберні кулемети M2 Browning. Машина розроблялася спільно компаніями White Motor Company і Autocar Company в період з липня 1942 до лютого 1944 року. Перебувала на озброєнні механізованих частин армії США одночасно із ЗСУ М16 і діяла на Середземноморському, Європейському, Тихоокеанському театрах війни. В післявоєнний час активно застосовувалася в часи Корейської війни.
M15 розроблялася на основі проекту T28, артилерійській самохідній системі на базі бронетранспортера М2. Спочатку отримала назву T28E1 Combination Gun Motor Carriage (CGMC), але згодом при введенні у серійне виробництво отримало номенклатуру M15 Combination Gun Motor Carriage.
В основному ЗСУ використовувалася за своїм цільовим призначенням — як засіб ППО тактичної ланки, але часто командири використовували її й як дієвий засіб вогневої підтримки піхоти на полі бою.